# Cerkiew Objawienia Pańskiego w Krównikach
Cerkiew Objawienia Pańskiego w Krównikach – murowana parafialna cerkiew greckokatolicka, znajdująca się w Krównikach.
Zbudowana w latach 1924-1930 na miejscu starszej, drewnianej cerkwi z 1806, i murowanej z 1886 zniszczonej w 1914 przez Austriaków podczas oblężenia  Twierdzy Przemyskiej. Parafia należała do greckokatolickiego dekanatu przemyskiego.
Po wojnie przejęta przez kościół rzymskokatolicki, obecnie kościół rzymskokatolicki pw. Matki Boskiej Częstochowskiej.

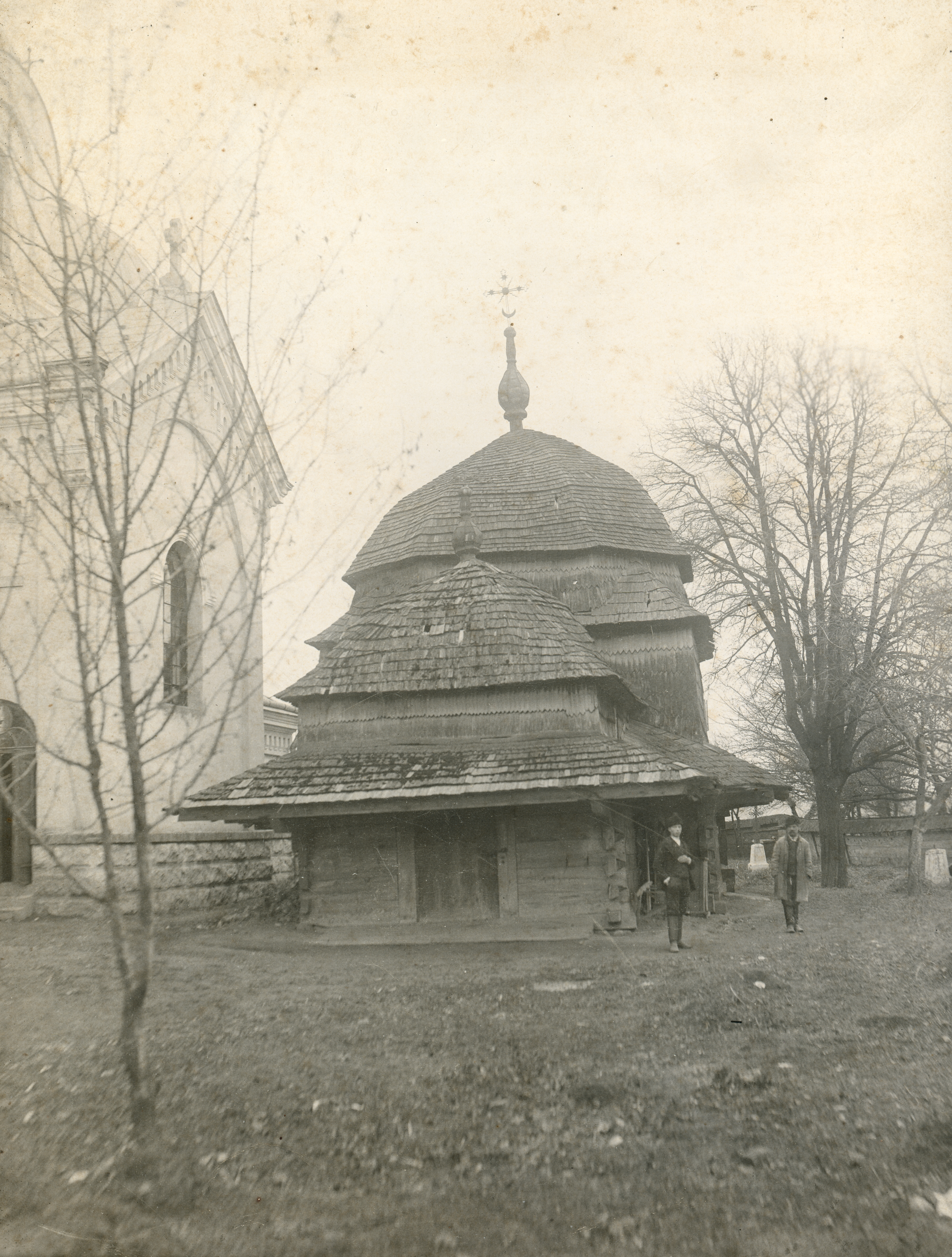
Cerkiew z 1806 (zdjęcie z około 1914)